# Hällefors (comune)
Hällefors è un comune svedese di 7 214 abitanti, situato nella contea di Örebro. Il suo capoluogo è la cittadina omonima.

## Località
Nel territorio comunale sono comprese le seguenti aree urbane (tätort):
- Grythyttan
- Hällefors

## Amministrazione

### Gemellaggi
- Pohja
- Lüchow
- Orkdal
- Jelgava